# 嚴長明
嚴長明（1731年—1787年），字冬友，一作东友，又字道甫，号用晦。江宁人。
自幼奇慧，礼部侍郎李绂对方苞说其“国器也”。乾隆十七年（1752年），前往秦淮水亭拜访吴敬梓。乾隆二十七年（1762年）帝南巡，赐举人，授内阁中书，五年后，入军机處。刘统勋深嘆其才。官至内阁侍读。以丁憂歸，不復出仕。曾入毕沅幕內，又主讲庐江书院。
嚴长明聪慧強記，书无所不读，精通蒙古托忒唐古特文字。乾隆五十二年（1787年）八月卒於合肥。著有《归求草堂诗文集》、《西清备对》、《毛诗地理疏证》、《文选声类》、《尊闻录》等。

## 延伸阅读
[在维基数据编辑]
 《清史稿·卷485》，出自趙爾巽《清史稿》